# Laguna Tanguiña
Die Laguna Tanguiña ist einer in einer Gruppe von Seen nahe der Grenze zu Brasilien im Departamento Beni in Bolivien.

## Lage im Nahraum
Die Laguna Tanguiña liegt in einer Entfernung von sieben Kilometern westlich des Río Iténez, Grenzfluss zu Brasilien, im Naturschutzgebiet Reserva Forestal Iténez. Der See liegt auf einer Höhe von 141 m und erstreckt sich in der Länge auf 4,8 Kilometer und in der Breite auf bis zu 2,9 Kilometer. Seine Fläche beträgt 11,5 Quadratkilometer und der Umfang des Sees liegt bei 12,9 Kilometern. Verwaltungstechnisch gehört der See zur Provinz Iténez und liegt im nordöstlichen Teil des Landkreises (bolivianisch: Municipio) Baures.

## Geographie

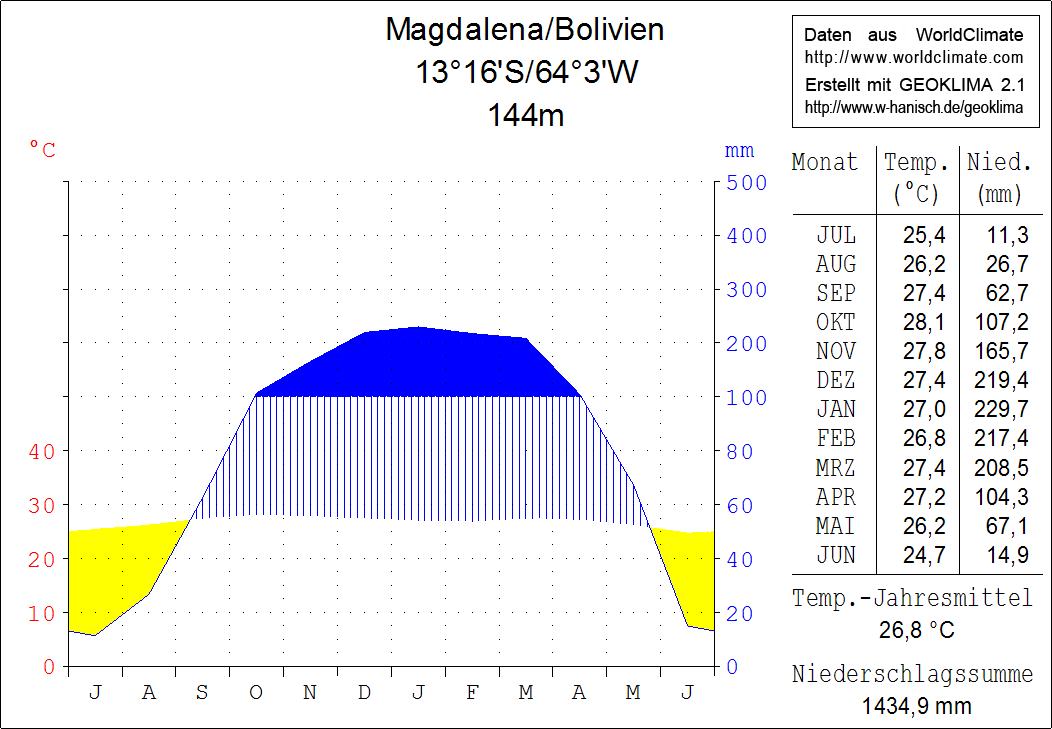
Klimadiagramm Magdalena

Die Laguna Tanguiña liegt im bolivianischen Tiefland, das Klima ist gekennzeichnet durch eine für die Tropen typische ausgeglichene Temperaturkurve mit nur geringen Schwankungen.
Das jährliche Temperaturmittel beträgt knapp 27 °C, die Monatswerte schwanken zwischen 25 °C im Juni/Juli und 28 °C im Monat Oktober (siehe Klimadiagramm Magdalena). Der Jahresniederschlag beträgt mehr als 1.400 mm, mit einer deutlichen Feuchtezeit von November bis März, und einer Trockenzeit in den Monaten Juni bis August.

## Besiedlung
Die Region weist eine nur geringfügige Besiedlung auf. Nächstgelegene zentrale Stadt ist das im Südwesten gelegene Magdalena in einer Luftlinien-Entfernung von 130 Kilometern mit 4.758 Einwohnern  (Fortschreibung 2012).